# Smurfhits 6
Smurfhits 6 är det sjätte albumet i Smurfarnas skivserie Smurfhits, utgivet den 1 april 1999 på skivbolaget Arcade.

## Låtlista
1. "Smurf Succé" ("Here I Go Again" av E-Type) – 3:54
2. "Smurfar i fjällen" ("Vi drar till fjällen" av Markoolio) – 3:46
3. "Maxi Taxi Smurf" ("Calcutta (Taxi Taxi Taxi)" av Dr. Bombay) – 3:19
4. "Regn Smurf" ("All 'Bout the Money" av Meja) – 2:54
5. "Paddelsmurfen" ("Angels Crying" av E-Type) – 3:50
6. "Jag sprayar håret rött" ("Papaya Coconut" av Kikki Danielsson) – 3:08
7. "Fantasismurfen" (Crush) – 3:18
8. "Raketsmurf" ("Ticket to Fly" av Solid Base) – 3:13
9. "Slalomsmurfen" (You) – 3:07
10. "Vi har det bra?" (How Will I Know Who You Are av Jessica Folcker) – 3:36
11. "S.O.S. (Den hajen var så dum mot mig)" ("S.O.S. (The Tiger Took My Family)" av Dr. Bombay) – 3:25
12. "Det är jättekul att se dig" (Pleased to See You) – 4:02
13. "Gargamel är lös" (Run for Your Life) – 3:34
14. "Humorsmurf (Jokey Smurf)" – 3:12
15. "Smurfar på hjul" (Roller Blade Smurf)" – 3:09

## Listplaceringar
| Lista (1999) | Topplacering |
| ------------ | ------------ |
| Sverige      | 5            |

### Fotnoter
1. ↑  ”Smurfhits 6”. Hitparad. Arkiverad från originalet den 31 december 2017. https://web.archive.org/web/20171231044220/http://hitparad.se/showitem.asp?interpret=Smurfarna&titel=Smurfhits+6&cat=a. Läst 31 oktober 2012.